# Pandora (księżyc)
Pandora (Saturn XVII) – księżyc Saturna, odkryty w 1980 na podstawie zdjęć sondy Voyager 1. Jego nazwa pochodzi od Pandory, postaci z mitologii greckiej.
Pandora jest jednym z księżyców pasterskich pierścienia F, krążącym po jego zewnętrznej stronie. Znajduje się ona w rezonansie orbitalnym z Prometeuszem, co powoduje, że orbity obu księżyców są chaotyczne i nie da się przewidzieć ich parametrów w dalekiej przyszłości.